# تأثیر اجتماعی دنیاگیری کووید–۱۹
دنیاگیری ۲۰–۲۰۱۹ کروناویروس عواقب بسیار گسترده‌ای، فراتر از شیوع بیماری و تلاش برای قرنطینه آن داشته‌است.
پیش‌بینی می‌شود که کمبود عرضه با توجه به خرید عصبی، افزایش استفاده از کالاها برای مبارزه با همه‌گیری و اختلال در کارخانه‌ها و تدارکات در سرزمین اصلی چین، بر بخش‌های مختلف تأثیر بگذارد. گزارش‌های گسترده‌ای از کمبود عرضه دارو منتشر شده، و در بسیاری از مناطق خرید عصبی، و در پی آن کمبود غذا و سایر اقلام خواربار ضروری مشاهده شده‌است. به ویژه صنعت فناوری نسبت به تأخیر در ارسال کالاهای الکترونیکی هشدار داده‌است.
در ۲۵ فوریه، پیش‌بینی می‌شد که استرالیا، سرزمین اصلی چین و هنگ کنگ، بیشترین تأثیرات اقتصادی مستقیم را از این اختلال داشته باشند، در حالیکه هنگ کنگ از سال ۲۰۱۹ پس از مدت طولانی اعتراضات مداوم، در رکود اقتصادی قرار داشته و به‌طور گسترده‌ای پیش‌بینی می‌شود که استرالیا در سال ۲۰۲۰ با کاهش ۰٫۲٪ تا ۰٫۵٪ تولید ناخالص داخلی، در رکود اقتصادی قرار داشته باشد، اما مورگان استنلی انتظار دارد که اقتصاد چین برای سال ۲۰۲۰ بین ۵٫۶٪ (بدترین حالت)، تا ۵٫۹٪ رشد داشته باشد. از آنجا که سرزمین اصلی چین یک اقتصاد بزرگ و قطب تولید است، به نظر می‌رسد که شیوع ویروس، یک تهدید بی‌ثبات کننده بزرگ برای اقتصاد جهانی است. آگات دماره از واحد اطلاعات اکونومیست، در ژانویه پیش‌بینی کرد که بازار تا زمانی که تصویری واضح‌تر از عواقب احتمالی پدیدار نشود، بی‌ثبات خواهد ماند. برخی از تحلیلگران اوایل ژانویه تخمین زدند که پیامد اقتصادی همه‌گیری بر رشد جهانی، می‌تواند از شیوع سارس فراتر رود. دکتر پانوس کوولیس، مدیر «مرکز بوئینگ» در دانشگاه واشینگتن در سن‌لوئیس، تأثیر ۳۰۰+ میلیارد دلاری بر زنجیره تأمین جهان را، که می‌تواند تا دو سال دوام داشته باشد، تخمین می‌زند. بنا بر گزارش‌ها، اوپک پس از کاهش شدید قیمت نفت به دلیل پایین آمدن تقاضا از چین، به تقلا افتاد. بازارهای جهانی سهام در ۲۴ فوریه، به دلیل افزایش چشمگیر در تعداد موارد کووید ۱۹ در خارج از سرزمین اصلی چین، سقوط کردند. مطابق با ۲۸ فوریه، بورس اوراق بهادار در سراسر جهان، بزرگترین سقوط خود در یک هفته را، از زمان بحران مالی ۲۰۰۸ مشاهده کرد. در مارس ۲۰۲۰، بازارهای جهانی سهام با سقوط چند درصدی در شاخص‌های اصلی جهان، سقوط کردند. با گسترش همه‌گیری، کنفرانس‌ها و رویدادهای جهانی در زمینه فناوری، مد و ورزش در حال لغو شدن یا به تعویق افتادن هستند. در حالی که هنوز تأثیر پول در صنعت مسافرت و تجارت برآورد نشده‌است، احتمالاً این تأثیر در ابعاد میلیاردی و رو به افزایش است. مطابق با ۱۶ مارس، اخبار منتشر شده حاکی از این است که تأثیر بر اقتصاد ایالات متحده آمریکا، از آنچه پیش از آن تصور می‌شد، بدتر خواهد شد.